# Casa de Mesa
La casa de Mesa es un edificio de la ciudad española de Toledo.

## Descripción

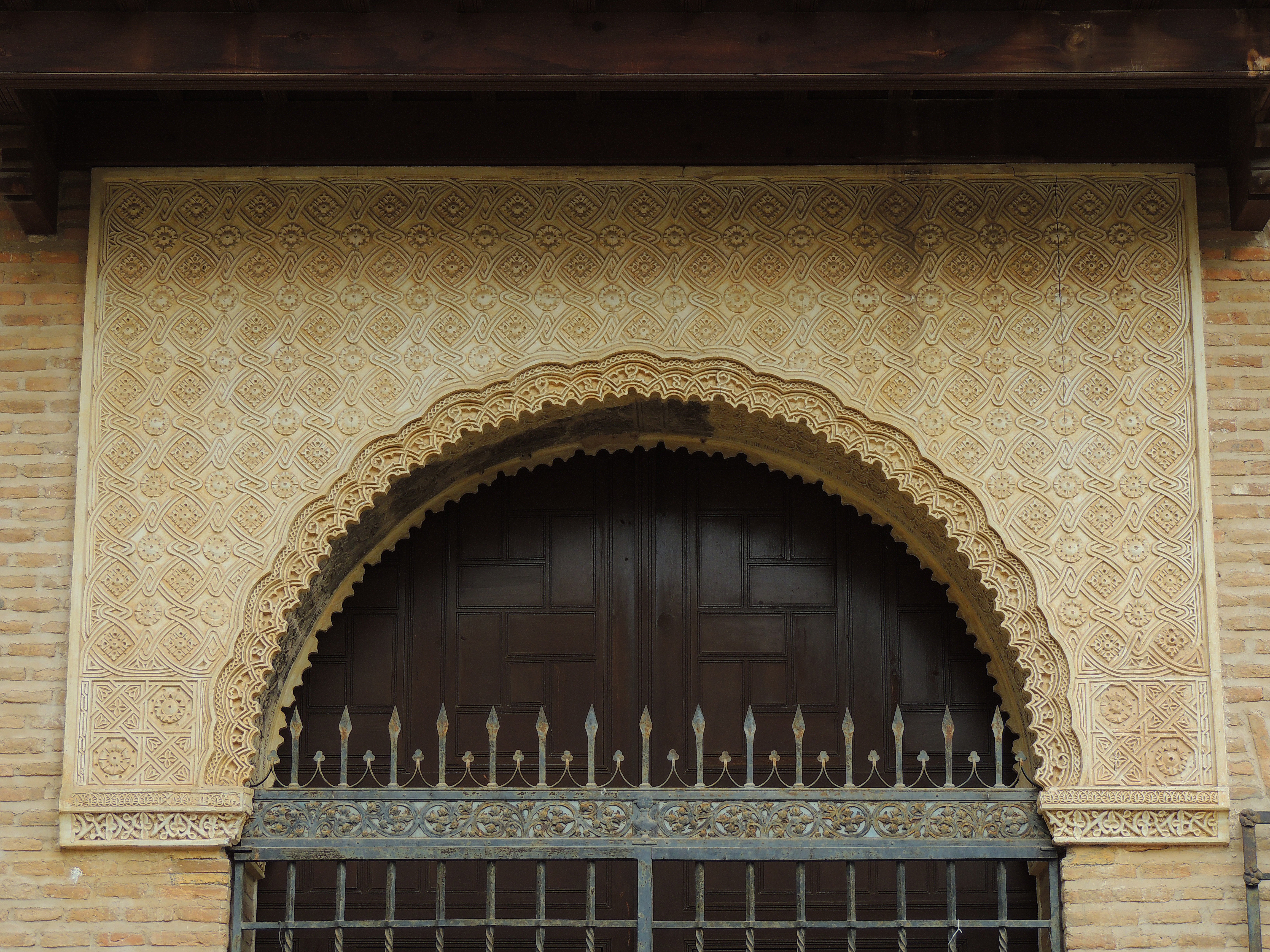
Detalle de la portada

Está ubicada en la ciudad española de Toledo, capital de la provincia homónima, en Castilla-La Mancha. Su origen se remontaría a los siglos XIV o XV. El edificio, que cuenta en su interior con un salón mudéjar, fue durante noventa y siete años sede de la Real Academia de Bellas Artes y Ciencias Históricas de Toledo.
El inmueble fue declarado monumento nacional el 17 de enero de 1922, mediante una real orden publicada el día 26 de ese mismo mes en la Gaceta de Madrid, con la rúbrica de César Silió. En la actualidad cuenta con el estatus de Bien de Interés Cultural.

## Referente literario
Literariamente, la Casa de Mesa se relaciona con el caballero Estebán Illán, figura que probablemente inspiró a Don Juan Manuel el personaje protagonista de su popular cuento, “Lo que sucedió a un deán en Santiago con don Illán, el mago de Toledo” (El conde Lucanor). Fue también el domicilio de D. Rodrigo Manrique, padre del poeta Jorge Manrique, quien le inspiró sus famosas Coplas a la muerte de mi padre.
También tiene vinculación con Teresa de Jesús que se alojó en este palacio en varias ocasiones, y aquí finalizó su primera redacción del Libro de la vida e inició Camino de Perfección.